# 西张圣王庙
西张圣王庙，位于山西省临汾市霍州市大张镇西张村。

## 保护
1985年公布为霍县文物保护单位。2021年8月4日，西张圣王庙公布为第六批山西省文物保护单位，编号6-249。